# The Routers
The Routers, musikgrupp bildad under det tidiga 1960-talet i Los Angeles, Kalifornien, USA. Gruppen existerade egentligen inte utan bestod av en samling studiomusiker. Singeln "Let's Go (Pony)" släpptes under gruppnamnet hösten 1962. 1963 tog sig låten upp på billboardlistans plats #19 och man behövde musiker som kunde turnera och spela in mer material under gruppnamnet. Därför bildades en helt ny version av gruppen som spelade på albumen, men alltså inte på singeln. Låten "Sting Ray" hade de också en adekvat hit med samma år.
"Let's Go" var en hit i Norden 1964, fast då med den danska gruppen Sir Henry and his Butlers.

## Diskografi
- Let's Go! with the Routers (1963)
- The Routers Play 1963's Great Instrumental Hits (1963)
- Charge! (1964)